# Autochloris
Autochloris is een geslacht van vlinders van de familie spinneruilen (Erebidae).

## Soorten
- A. almon Cramer, 1779
- A. aroa Schaus, 1894
- A. bijuncta Walker, 1856
- A. buchwaldi Rothschild, 1931
- A. caunus Cramer, 1779
- A. cincta Schaus, 1905
- A. collocata Walker, 1864
- A. completa Walker, 1854
- A. crinopoda Kaye, 1918
- A. cuma Druce, 1897
- A. ectomelaena Hampson, 1898
- A. enagrus Cramer, 1780
- A. ethela Schaus, 1924
- A. flavicosta Rothschild, 1931
- A. flavipes Draudt, 1915
- A. flavosignata Rothschild, 1931
- A. jansonis Butler, 1872
- A. laennus Walker, 1854
- A. magnifica Rothschild, 1931
- A. mathani Rothschild, 1911
- A. nigridior Rothschild, 1931
- A. patagiata Dyar, 1909

- A. proterva Draudt, 1915
- A. quadrimacula Dognin, 1923
- A. serra Schaus, 1892
- A. simplex Walker, 1856
- A. simulans Druce, 1909
- A. solimoes Schaus, 1924
- A. suffumata Draudt, 1915
- A. trinitatis Rothschild
- A. umbratus Fleming, 1950
- A. vetusta Zerny, 1931
- A. vitristriga Druce, 1897
- A. whitelyi Druce, 1883
- A. xanthogastroides Schaus, 1901
- A. xenedorus Druce, 1884